# Robert Frost
Robert Frost (26. března 1874, San Francisco – 29. ledna 1963, Boston) byl americký básník, dramatik a vysokoškolský pedagog, čtyřnásobný nositel Pulitzerovy ceny.

## Život
Narodil se a prvních deset let života prožil na západním pobřeží Spojených států. Po smrti otce v roce 1885 se matka, která byla učitelkou, spolu s dětmi vrátili k příbuzným do Massachusetts. Vystudoval střední školu, vysokoškolská studia (Dartmouth College, 1893–1894, Harvard University, 1899–1899) nedokončil pro nedostatek peněz. Poprvé musel pomáhat matce, podruhé hmotně zajistit ženu a děti. V roce 1900 mu děd daroval farmu v Derry, New Hampshire, kam se rodina odstěhovala. Robert Frost se živil farmářstvím a v letech 1906–1911 si přivydělával i jako učitel v Derry a v Plymouthu, New Hampshire. S básněmi, které v té době psal, se mu ale nepodařilo uspět.
V roce 1912 odcestoval s rodinou do Velké Británie. Nejprve žil v Glasgow, poté na farmě v Beaconsfield, Buckinghamshire. Zde se seznámil s mladými anglickými básníky (Edward Thomas, Thomas Ernest Hulme, Ezra Pound) a vydal dvě básnické sbírky, které zde byly příznivě přijaty. Po vypuknutí první světové války se v roce 1915 vrátil do Spojených států.
Po návratu byl přiřazen k nastupující americké avantgardě, přestože s ní vlastně neměl nic společného, a získal popularitu i přízeň kritiky. Živil se z počátku opět farmařením, nejprve v New Hampshire, později ve Vermontu. Stále častěji ale přednášel a vyučoval na různých universitách. Postupně získal velkou čtenářskou popularitu i oficiální pocty.
Při inauguraci prezidenta Johna Fitzgeralda Kennedyho dne 20. ledna 1961 recitoval Frost oslavnou báseň.
Zemřel 29. ledna 1963 v Bostonu.

## Dílo

### Básnické sbírky
- A Boy's Will (1913, Chlapcova vůle)
- North of Boston (1914, Na sever od Bostonu)
- Mountain Interval (1916, Horská mezera)
- New Hampshire (1923)
- West-Running Brook (1928, Potok tekoucí na západ)
- Collected Poems of Robert Frost (1930, Sebrané básně)
- A Further Range (1936, Další pohoří)
- A Witness Tree (1942, Svědecký strom)
- Complete Poems of Robert Frost (1949, Úplné básně)
- In the Clearing (1962, Na pasece)

### České překlady
- Na sever od Bostonu, výbor z básní, vybrala a přeložila Hana Žantovská, Praha, SNKLU, 1964, Světová četba svazek 321
- Hvězda v kamenném člunu, výbor z básní, vybrala a přeložila Hana Žantovská, Praha, Mladá fronta, 1983, Květy poezie svazek 147

### Divadelní hry
- A Masque of Reason (1945, Maska rozumu)
- A Masque of Mercy (1947, Maska slitování)

Dále byla vydána Frostova korespondence a deníky.

### Ocenění díla
Robert Frost obdržel celkem čtyřikrát Pulitzerovu cenu:
- v roce 1924 za sbírku New Hampshire
- v roce 1931 za sbírku Collected Poems
- v roce 1937 za sbírku A Further Range
- v roce 1943 za sbírku A Witness Tree

Obdržel čestné doktoráty několika universit:
- University v Cambridge a v Oxfordu 1957
- Harvard University 1965
- Bates College, Lewiston, Maine
- Dartmouth College, Hanoveru, New Hampshire

## Odraz v kultuře
- Simon & Garfunkel v písni The Dangling Conversation zpívají „A četla jsi svou Emily Dickinson, a já svého Roberta Frosta…“